# Cry Now, Laugh Later
 Cry Now, Laugh Later  è un singolo della cantante giamaicana Grace Jones pubblicato nel 1983.

## Descrizione
Il brano, tratto dall'album Living My Life, è stato scritto dalla stessa Jones e da Barry Reynolds e fu pubblicato su 45 giri per il solo mercato americano e canadese, in contemporanea con My Jamaican Guy, promosso sul mercato europeo, asiatico e australiano. Per alcuni territori fu distribuito come quinto ed ultimo singolo estratto dall'album nel gennaio 1983.
La versione presente sul 12" è un remix piuttosto differente rispetto alla versione dell'album, realizzato dal Dj Steven Stanley. Quest'ultima versione apparve anche come b side del 12" di My Jamaican Guy distributito per il mercato inglese. . 

## Tracce
- 7-inch single

A. "Cry Now, Laugh Later" – 4:25
B. "Nipple to the Bottle" – 4:17
- 12-inch single

A. "Cry Now, Laugh Later" – 5:51
B1. "Cry Now, Laugh Later" (Dub) – 6:04
B1. "Nipple to the Bottle" (Dub) – 3:40